# André Kostelanetz
André Kostelanetz, en rus: Абрам Наумович Костелянец (Sant Petersburg (Rússia), 22 de desembre, 1901 – Port-au-Prince (Haití), 13 de gener, 1980), va ser un director i arranjador nord-americà d'origen rus, que fou un dels principals representants de la música orquestrals.

## Biografia
Abram Naumovich Kostelyanetz va néixer en el si d'una important família jueva. És cosí del físic Lew Kowarski; el seu pare, Nachman Yokhelevich (Naum Ignatyevich) Kostelyanetz era actiu a la borsa de Sant Petersburg; el seu avi matern, Aizik Yevelevich Dymshitz, era un ric comerciant i industrial, dedicat a la producció de fusta. És l'oncle del crític musical Richard Kostelanetz. André Kostelanetz, va realitzar els seus estudis musicals al Conservatori de Sant Petersburg i va abandonar Rússia el 1922.
Va arribar als Estats Units el mateix any. Va ser contractat com a acompanyant al Metropolitan Opera de Nova York i als anys 20 va dirigir concerts de ràdio. A la dècada de 1930, va començar el seu propi programa setmanal a la cadena CBS, "André Kostelanetz Presents". És conegut per arranjar i gravar peces de música clàssica lleugera, per a un públic massiu, així com versions orquestrals de cançons i melodies de Broadway. Durant la seva carrera va realitzar nombrosos enregistraments, que van assolir unes vendes de més de 50 milions de dòlars, convertint-se en la matèria primera de música lleugera de les emissores de ràdio. Durant molts anys va dirigir la Filharmònica de Nova York en concerts de pop i va fer enregistraments, en els quals el conjunt va ser acreditat com André Kostelanetz i la seva orquestra. Durant la guerra, va fer nombrosos concerts per a les forces armades.
André Kostelanetz és potser més conegut pel públic modern a través de la sèrie d'àlbums de música instrumental "easy listening" per al segell Columbia Records, des de la dècada de 1940 fins a 1980. Kostelanetz va començar a fer aquest tipus de música abans de ser anomenada "easy listening". Va continuar el seu treball fins i tot després que alguns dels seus contemporanis, sobretot Mantovani, van deixar de gravar.
Fora dels Estats Units, una de les seves obres més famoses és l'arranjament orquestral de la cançó "With a Song in my Heart", que va ser durant molt de temps la seva melodia d'un programa de ràdio de la BBC, primer "Forces Favourites", després "Family Favorits" i finalment "Two Way Family Favorites" La seva tècnica d'arranjament amb una "concentració massiva de sonoritats instrumentals i saturacions harmòniques gràcies a un farciment de terces i sises va influir en la música de cinema."
André Kostelanetz ha dirigit nombroses obres, els èxits més importants de les quals són "Lincoln Portrait" d'Aaron Copland, "Portrait of Mark Twain" de Jerome Kern, "New England Triptych" de William Schuman, "Frontiers" de Paul Creston, "Hudson River Suite" (1956) de Ferde Grofé, el retrats musicals de "Fiorello La Guardia" i "Dorothy Thompson" de Virgil Thomson, "Floating World" i "And God Created Whales" (1970) d'Alan Hovhaness i "Magic Prison" d'Ezra Laderman. William Walton va dedicar el seu Capriccio burlesco (1968) a Kostelanetz, que el va estrenar el 7 de desembre de 1968 i el va gravar amb la Filharmònica de Nova York.
El seu darrer concert va ser "A Night in Old Vienna" amb la Orquestra Simfònica de San Francisco a la "War Memorial Opera House" el 31 de desembre de 1979.

## Vida personal
La seva primera dona va ser l'actriu i cantant Sarah Loy; es van casar, del 1923 al 1937, quan es va dissoldre el matrimoni. Es va tornar a casar l'any següent, amb la soprano Lily Pons, de qui es va divorciar el 1958. Tenien una casa a Palm Springs, Califòrnia, construïda el 1955. El 1960 es va casar amb Sara Gene Orcutt; el matrimoni va durar diversos anys.
El seu germà Boris Kostelanetz (1911–2006) va ser fiscal i advocat, lluitant contra el crim organitzat i l'evasió fiscal.
Kostelanetz va morir d'una pneumònia a Port-au-Prince, Haití, el 13 de gener de 1980, als 78 anys.
L'11 d'octubre de 1980, la Filharmònica de Nova York va retre homenatge a l'home que va dirigir l'orquestra durant 40 anys, de 1939 a 1979, amb "A Tribute to Andre Kostelanetz", dirigit per Zubin Mehta.

## Discografia (parcial)
Cal tenir en compte que molts dels primers llançaments d'LP eren en realitat reedicions d'àlbums publicats anteriorment amb discos de 78 rpm. Musical Comedy Favorites, per exemple, es va publicar com a volum 1 (àlbum M-430) a finals de 1940, per a les cançons de l'1 al 8, i el volum 2 (M-502), publicat el 1941, per a les altres 8 cançons de la segona cara. del LP.
| - Season's Greetings from Barbra Streisand and Friend's,1967, Columbia Special Products, CSS 1075 - Music of Sigmund Romberg,1946, Columbia Masterworks MM635 - The Music of Victor Herbert, Columbia Masterworks M-415 - Tchaikovsky: Nutcracker Suite, Op. 71a, 1956, Columbia Long Playing CL 730 - Music of Irving Berlin, 1950, Columbia Masterworks MM/ML-4314 - The Music of Stephen Foster, 1941, 3 LP Set, Columbia Masterworks M-442 78's - The Music of Chopin, 1949, Columbia Masterworks MM-840 - Waltzes of Johann Strauss, 1948, Columbia Masterworks ML-2011 10" album - Music of Cole Porter, 1948, Columbia Masterworks ML-2014 - Music of George Gershwin, 1948, Columbia Masterworks 2026 - Mississippi Suite, 1948, Columbia Masterworks ML-2046 10" album - Invitation to the Waltz, 1948, Columbia Masterworks ML-2069 10" album - Swan Lake, Columbia Masterworks ML-4308 1950 - An American in Paris, Columbia Masterworks ML-4455 1951 - Black Magic, 1955, Columbia CL 712 - Grofé: Grand Canyon Suite, 1955, Columbia CL 716 - Prokofiev, Peter and the Wolf & Saint-Seans, Carnival of the Animals, 1955, Columbia CL 720 - Music of Vincent Youmans, 1955, Columbia CL 734 - Verdi: Aida, 1955, Columbia CL 755 - Bravo!, 1955, Columbia CL 758 - Vienna Nights, 1955, Columbia CL 769 - Music of Fritz Kreisler, Music of Sigmund Romberg, 1955, Columbia CL 771 - You and the Night and the Music, 1955, Columbia CL 772 - Musical Comedy Favorites, 1955, Columbia CL 775 - Music of Jerome Kern, 1955, Columbia CL 776 - The Lure of the Tropics, 1955, Columbia CL 780 - Stardust, 1955, Columbia CL 781 - Kostelanetz Conducts..., 1955, Columbia CL 786 - An American In Paris/Rhapsody In Blue, 1955, Columbia CL 795 - La Boheme for Orchestra, 1955, Columbia CL 797 - Clair de Lune and Popular Favorites, 1955, Columbia CL 798 - La Traviata, 1955 Columbia CL 799 - The Sleeping Beauty, 1956, Columbia CL 804 - Strauss Waltzes, 1956, Columbia CL 805 - Calendar Girl, 1956, Columbia CL 811 - Bolero!, 1956, Columbia CL 833 - The Very Thought of You, 1956, Columbia CL 843 - Music of Chopin, 1956, Columbia CL 862 - Cafe Continental, 1956, Columbia CL 863 - Beautiful Dreamer: Music of Stephen Foster, 1956, Columbia CL 864 - Broadway Spectacular, 1956, Columbia CL 865 - Madame Butterfly, 1956, Columbia CL 869 - Tender Is the Night, 1956, Columbia CL 886 - The Lure of Spain, 1957, Columbia CL 943 - Rigoletto, 1957, Columbia CL 970 - The Romantic Music of Rachmaninoff, 1957, Columbia CL 1001 - The Lure of France, 1958, Columbia CL 1054/CS 8111 - The Columbia Album of Richard Rodgers, Vol. 1, 1958, Columbia CL 1068 - The Columbia Album of Richard Rodgers, Vol. 2, 1958, Columbia CL 1069 - Blues Opera, 1958, Columbia CL 1099 - Encore!, 1958, Columbia CL 1135/CS 8008 - Theatre Party, 1958, Columbia CL 1199/CS 8026 - The Romantic Music of Tchaikovsky, Vol. 1, 1958, Columbia CL 1208 - The Romantic Music of Tchaikovsky, Vol. 2, 1958, Columbia CL 1209 - Romantic Arias for Orchestra, 1959, Columbia CL 1263 - Flower Drum Song, 1959, Columbia CL 1280/CS 8095 - Great Waltzes, 1959, Columbia CL 1321 - The Lure of Paradise, 1959, Columbia CL 1335/CS 8144 | - Strauss Waltzes, 1959, Columbia CL 1354/CS 8162 - Gypsy Passion, 1960, Columbia CL 1431/CS 8228 - Joy to the World, 1960, Columbia CL 1528/CS 8328 - The Unsinkable Molly Brown, 1960, Columbia CL 1576/CS 8376 - Kostelanetz Favorites Columbia ML 4065 - The Nutcracker Suite, 1961, Columbia Masterworks 6264 - The New Wonderland of Sound, 1961, Columbia CL 1657/CS 8457 - Star Spangled Marches, 1962, Columbia CL 1718/CS 8518 - Broadway's Greatest Hits, 1962, Columbia CL 1827/CS 8627 - Fire and Jealousy, Columbia CL 1898/CS 8698 - Music from "Mr. President", 1962, Columbia CL 1921/CS 8721 - World Favorite Romantic Concertos for Piano & Orchestra, 1963, Columbia Masterworks ML 5876/MS 6476 - Wonderland of Sound, 1963, Columbia-CL-1938 - Wonderland of Golden Hits, 1963, Columbia CL 2039/CS 8839 - Wonderland of Christmas, 1963, Columbia CL 2068/CS 8868 - Kostelanetz in Wonderland: Golden Encores, 1963, Columbia CL 2078/CS 8878 - New York Wonderland, 1964, Columbia CL 2138/CS 8938 - I Wish You Love, 1964, Columbia CL 2185/CS 8985 - New Orleans Wonderland, 1964, Columbia CL 2250/CS 9050 - The Romantic Strings of Andre Kostelanetz, 1965, Columbia Masterworks ML 6119/MS 6711 - Wishing You a Merry Christmas, 1965, Columbia Masterworks ML 6179/MS 6779 - Romantic Waltzes by Tchaikovsky, 1965, Columbia Masterworks MS 6824 - Warsaw Concerto, 1966, Columbia Masterworks ML 6226/MS 6826 (reissue of 1963 ML 5876/MS 6476) - Today's Golden Hits, 1966, Columbia CS 9334 - The Shadow of Your Smile, 1966, Columbia CS 13285 - Exotic Nights, 1967, Columbia CS 9381 - The Kostelanetz Sound of Today, 1967, Columbia CS 9409 - Scarborough Fair, 1968, Columbia CS 9623 - For the Young at Heart, 1968, Columbia CS 9691 - Traces, 1969, Columbia CS 9823 - Andre Kostelanetz Conducts Puccini's "La Boheme" for Orchestra, 1969, Columbia Masterworks MS 7219 - Greatest Hits of the '60s, 1970, Columbia CS 9973 - I'll Never Fall In Love Again, 1970, Columbia CS 9998 - Everything Is Beautiful, 1970, Columbia 30037 - Sunset, 1970, Columbia Masterworks 30075 - And God Created Great Whales (Hovhaness), 1971, Columbia 30390 - Love Story, 1971, Columbia 30501 - For All We Know, 1971, Columbia 30672 - Plays Chicago, 1971, Columbia 31002 - Plays Cole Porter, 1972, Columbia 31491 - Love Theme From "The Godfather", 1972, Harmony 31500 - Last Tango In Paris, 1973, Columbia 32187 - Moon River, 1973, Columbia 32243 - Plays Great Hits of Today, 1973, Columbia 32415 - The Way We Were, 1974, Columbia 32578 - Plays Michel Legrand's Greatest Hits, 1974, Columbia 32580 - Plays Gershwin, 1974, Columbia 32825 - Musical Reflections of Broadway And Hollywood, 1974, Columbia 33061 - Plays "Murder on the Orient Express", 1975, Columbia 33437 - Never Can Say Goodbye, 1975, Columbia 33550 - I'm Easy, 1976, Columbia 34157 - Dance With Me, 1976, Columbia 34352 - Plays Broadway's Greatest Hits, 1977, Columbia 34864 - You Light Up My Life, 1978, Columbia 35328 - Theme From "Superman", 1979, Columbia 35781 - Various Themes, 1980, Columbia 36382 - Andre Kostelanetz & His Orchestra: "Carmen" LP #693cl735 Columbia 1950 |